# 营城组
营城组是位于中国吉林省的下白垩世地层，1942年由森田义人命名。该地层以流纹质凝灰岩、流纹岩（上部），凝灰质砾岩、砂岩（中部），灰紫、灰绿色安山质凝灰岩、安山岩（下部）为主，间夹凝灰质砂岩、砾岩以及煤层（上部），安山岩（中部）等。